# إرنست بيتشي
إرنست بيتشي (1851-1913) (بالإنجليزية: Ernst Betche)‏ هو عالم نبات ألماني.